# Rock am See
Rock am See (in tedesco, "rock sul lago") è un festival di musica rock che si tiene annualmente ad Hörnle, la costa orientale della penisola del lago di Costanza. Ciascuna edizione dura dieci ore, durante le quali si alternano circa sette gruppi musicali. La gamma di generi varia dal rock al punk, al nu metal, al grunge.
Tenutosi per la prima volta nel 1985, all'edizione del 2010 hanno assistito 23 000 spettatori, mentre nel 2011 solo 13 000.